# 耶律羽之
耶律羽之（やりつ うし、大順元年（890年）- 会同4年8月11日（941年9月4日））は、遼（契丹）の政治家。字は寅底哂。六院部夷離菫の耶律蒲古只の末裔。

## 経歴
耶律偶思の四男として生まれた。成長すると学問を好み、諸部の言語に通じた。耶律阿保機の建国にあたって、たびたび献策した。
天顕元年（926年）、渤海国が平定され、皇太子耶律突欲が東丹国王に立てられると、羽之は東丹国の中台省右次相となった。1月たたずに左大相の耶律迭剌が死去したため、羽之は人心の安定につとめた。太傅の位を加えられ、東平郡開国公に封じられた。
天顕2年（927年）、太宗が即位すると、羽之は東丹国の民を梁水の地に移すよう上表した。東丹国の中台省左大相に転じた。天顕3年（928年）、東丹国の民を東平に移した。
天顕5年（930年）、耶律突欲が後唐に亡命したが、羽之は東丹国の国人に動揺がないよう尽力した。会同元年（938年）11月、冊礼において通敏博達啓運功臣の称号を受け、特進の位を加えられた。会同3年（940年）6月、東丹国左次相の大素賢の不法を告発した。会同4年8月11日（941年9月4日）、在官のまま死去した。享年は52。諡は文恵公といった。会同5年3月6日（942年3月25日）、烈峰の南に葬られた。

## 子女
『遼史』には、和里の名が見える。
- 耶律和里（東京留守）

墓誌によると、夫人が子10人を生み、諸夫人が子4人を生んだ。娘は4人で、2人は早く死去し、2人は羽之死去時にまだ幼かった。
- 耶律仏奴（嫡子）
- 耶律闕（仲子）
- 耶律謝世（少子）

## 耶律羽之の墓
1992年、内モンゴル自治区赤峰市アルホルチン旗で耶律羽之の墓が発見された。

## 伝記資料
- 『遼史』巻75 列伝第5
- 大契丹国東京太傅相公墓誌銘（耶律羽之墓誌）
- 澤本光弘「契丹の旧渤海領統治と東丹国の構造 : 「耶律羽之墓誌」をてがかりに」『史学雑誌』第117巻、第6号、史学会、1097-1122頁、2008年。doi:10.24471/shigaku.117.6_1097。ISSN 0018-2478。 NAID 110009479720。